# Musculus rectus superior bulbi
De musculus rectus superior bulbi of bovenste rechte oogspier  is een van de vier rechte oogspieren.
De musculus rectus superior oculi heft de oogbol op. Hij veroorzaakt ook een lichte adductie en endorotatie.

## Rechte oogspieren
- Musculus rectus superior bulbi
- Musculus rectus inferior bulbi
- Musculus rectus medialis bulbi
- Musculus rectus lateralis bulbi